# Бартан, Фаина Михайловна
Фаина Михайловна Бартан  (2 октября 1939 года — 18 марта 2019) — учёный-филолог, кандидат педагогических наук, автор «Букваря» для тувинской  школы, Отличник народного просвещения РСФСР, Заслуженный работник образования Республики Тыва, Почётный работник высшего профессионального образования Российской Федерации, Ветеран труда, Почетный ветеран ТувГУ.

## Биография
Родилась 2 октября 1939 года в с. Хайыракан Дзун-Хемчикского района. В 1961 году она окончила историко-филологический факультет Кызылского государственного педагогического института. С 1964 по 1967 годы училась в очной аспирантуре Научно-исследовательского института национальных школ АПН РСФСР. В 1968 году успешно защитила кандидатскую диссертацию «Методика обучения правильному русскому произношению учащихся тувинской национальной школы». В 1968 году присвоено научная степень кандидата педагогических наук,  а в 1984 году - научное звание «Доцент». Заслуженный  работник образования Республики Тыва, Отличник народного просвещения РСФСР (1975), почётный работник высшего профессионального образования Российской Федерации, ветеран труда.

## Трудовая деятельность
1961-1967 гг.– работала учителем в Ийи-Тальской, Бажын-Алаакской школах.
1967-1972 гг.– старший преподаватель кафедры русской филологии КГПИ.
1972 -1977 гг. – заведующий Тувинской лаборатории Научно-исследовательского института (НИИ)  национальных школ Министерства просвещения Российской Федерации
1977–84 гг.– доцент кафедры педагогики и методики начального обучения КГПИ.
1994–2007 гг. – доцент кафедры теории и методики обучения русскому и тувинскому языкам в начальной школе КГПИ.

## Научная деятельность
В 1970 году в соавторстве с профессором А.Ф. Бойцовой ею был написан «Букварь» для 1 класса тувинской  школы, который выдержал несколько переизданий. К нему Бартан Ф.М. составила методическое руководство, которое было  издано в 1988 году, и переиздавалось несколько раз.  В 1980 году фирмой «Мелодия» (г. Москва) выпущено звуковое приложение к «Букварю» для тувинских школ (9 пластинок) и краткие методические рекомендации к нему, данное издание Фаина Михайловна подготовила вместе с А.Ф. Бойцовой. В 1987 году Ф.М. Бартан в соавторстве с Н.А. Мистрюковой и Х.Б. Ооржак издали «Азбуку» по русскому языку для 1 класса тувинских школ, учебник переиздавался 5 раз. Фаина Бартан также является автором-составителем программы по русскому языку для старшей и подготовительной групп детских садов Тувы. Ею написаны около 50 статей по актуальным темам методики преподавания русского языка, которые изданы в различных научных сборниках и в журнале «Башкы».

## Награды и звания
«Отличник народного просвещения РСФСР» (1975),
«Заслуженный работник образования Республики Тыва» (1999),
«Почётный работник высшего профессионального образования Российской Федерации» (2006),
«Серебряный значок ТувГУ»
«Ветеран труда»,
«Почетный ветеран ТувГУ»,
награждена «Почётной грамотой Министерства образования РФ»
нагрудный знак «За вклад в развитие ТувГУ».

## Научные труды
1. Бартан Ф.М. Сравнительная характеристика системы гласных фонем в русском и тувинском языках // Вопросы преподавания русского языка и литературы в начальных классах. М.: Просвещение, 1968. С.40-45.
2.  Бартан Ф.М. Виды фонетической интерференции в русской речи тувинских учащихся // Национальное и поликультурное образование в свете модернизации: опыт, проблемы, перспективы. Абакан, 2004. С. 67-73.
3.  Бартан Ф.М., Канзан-оол О. Трудности изучения падежных форм существительных русского языка учащимися тувинских начальных классов // Научные труды ТувГУ. Кызыл, РИО ТывГУ, 2007. Выпуск V. С. 105-108.
4.  Бартан Ф.М. Об условиях эффективного развития русской речи детей-дошкольников в тувинских группах дошкольных образовательных учреждений // Русский язык в Туве: приложение к научно-методическому журналу «Башкы». № 1. 2009. С. 21-27.

### Учебники
5. Бартан, Фаина Михайловна.
Программа по русскому языку : для старшей и подготовительной тувинских групп детских образовательных дошкольных учреждений / Ф. М. Бартан. - Кызыл : Тувинское книжное изд-во, 2002. - 63, [1] с.; 22 см.; ISBN 5-7655-0173-7
6. Бойцова, Антонина Федоровна.
Букварь : Для тувин. школ / Бойцова А. Ф., Бартан Ф. М. - 4-е изд. - Кызыл : Тувин. кн. изд-во, 1981. - 218 с. : ил.; 22 см.; ISBN В пер. (В пер.)
7. Бартан, Фаина Михайловна.
Методические указания к "Азбуке" для тувинской школы / Ф. М. Бартан, Х. Б. Ооржак. - Кызыл : Тувин. кн. изд-во, 1988. - 94,[2] с.; 22 см.; ISBN 7655-0015-3
8. Бартан, Фаина Михайловна.
Азбука : учеб. для учащихся тув. шк. / Ф. М. Бартан, Х. Б. Ооржак. - Кызыл : Тув. кн. изд-во, 2003 (Екатеринбург : ГИПП Урал. рабочий). - 119 с. : цв. ил.; 22 см.; ISBN 5-7655-0257-1 (в пер.)
9. Бартан, Фаина Михайловна.
Азбука [Текст] : учебник для 1-го класса тувинской школы / Ф. М. Бартан, О. А. Монгуш. - Кызыл : Ин-т развития нац. шк., 2011. - 118, [1] с. : цв. ил.; 24 см.; ISBN 978-5-7655-0694-3 (в пер.) 
10. Бойцова, Антонина Федоровна.
Букварь [Текст] : [Для тувин. школ] / А. Ф. Бойцова, Ф. М. Бартан. - Кызыл : [Тувкнигоиздат], 1971 [вып. дан. 1972]. - 231 с.
11. Бойцова, Антонина Федоровна.
Букварь [Текст] : Для тувин. школ / А. Ф. Бойцова, Ф. М. Бартан. - 2-е изд. - Кызыл : Тувин. кн. изд-во, 1974. - 223 с.
12. Бойцова, Антонина Федоровна.
Букварь [Текст] : Для тувин. школ / Бойцова А.Ф., Бартан Ф.М. - 3-е изд. - Кызыл : Тувин. кн. изд-во, 1977. - 218 с. : ил.
13. Бартан, Фаина Михайловна.
Методические указания к "Азбуке" для 1 класса общеобразовательных учреждений с родным тувинским языком обучения [Текст] : Ф. М. Бартан ; М-во образования и науки Республики Тыва, Ин-т развития нац. школы. - Кызыл : Институт развития национальной школы, 2012. - 144 с. : ил.; 21 см.; ISBN 978-5-7655-0755
14. Бартан, Фаина Михайловна.
Азбука : [Для тувин. шк.] / Ф. М. Бартан, Н. Е. Мистрюкова, Х. Б. Ооржак. - [2-е изд., перераб.]. - Кызыл : Тувин. кн. изд-во, 1993. - 126,[1] с. : ил.; 22 см.; ISBN 5-7655-0282-2 (В пер.)
15. Бартан, Фаина Михайловна.
Технология обучения русскому языку в старших тувинских группах дошкольных образовательных учреждений [Текст] / Ф. М. Бартан ; М-во образования, науки и молодежной политики Респ. Тыва, Ин-т развития национальной школы. - Кызыл : Билиг, 2010. - 118, [1] с.; 22 см.; ISBN 978-5-904864-04-0
16. Бойцова, Антонина Федоровна.
Букварь : Для тувин. шк. / А. Ф. Бойцова, Ф. М. Бартан. - 5-е изд. - Кызыл : Тувин. кн. изд-во, 1986. - 221,[1] с. : ил.; 22 см.; ISBN (В пер.) (В пер.)